# Абдул-Кадир Салех
’Абдул-Кади́р Са́лих (араб. عبد القادر صالح‎; 1979, Мари, Сирия — 18 ноября 2013, Турция) — участник гражданской войны в Сирии. Лидер и один из основателей одной из крупнейших оппозиционных группировок «Бригада Таухид», насчитывающих по данным ООН около 10 тыс. вооружённых бойцов. Известен по прозвищу (лакаб) Хаджи́ Ма́ри’ (араб. حجي مارع‎) и Абу́ Махму́д (араб. أبو محمود‎).

## Биография
Родился в 1979 году в Мари в северной части провинции Халеб (Алеппо). По неофициальным данным, до начала гражданской войны в Сирии торговал зерном на рынке в Мари. В 2011 году был одним из первых организаторов антиправительственных демонстраций в родном городе. Спустя несколько месяцев был избран командиром повстанческого отряда в Мари.
При его руководстве «Бригада Таухид» возросла от 4 тыс. до 10 тыс. бойцов. Считался одним из перспективных лидеров повстанческого движения. До сентября 2012 года возглавляемая им «Бригада Таухид» находилась в составе так называемой «Свободной сирийской армии». В сентябре 2012 года группировка организовала коалицию исламских повстанческих групп. Основные боевые действия велись в районе второго по величине города Сирии Алеппо. В начале битвы за город ему удалось взять под свой контроль половину территории Алеппо.
В ноябре 2013 года умер от тяжёлых ранений, полученных в результате авиаудара правительственных сил. После ранения был эвакуирован на территорию соседней Турции, где медики в течение нескольких дней боролись за его жизнь, однако, несмотря на все усилия медиков, он скончался. До этого ему дважды удавалось выжить после покушений.
После смерти Абдул-Кадира Салеха командование группировкой принял на себя политический идеолог «Бригады Таухид» Абдул-Азиз Салама, ранее командовавший одним из её подразделений.
Был женат, имел пятерых детей.